# Rostocker Erbvertrag
Der Rostocker Erbvertrag bezeichnet mehrere Vereinbarungen der Hansestadt Rostock mit den Herzögen zu Mecklenburg als Landesherrn.
- Der Erste Rostocker Erbvertrag wurde im Jahr 1573 zwischen der Stadt Rostock und Johann Albrecht I. zu Mecklenburg geschlossen. Mit ihm erkannte die Stadt die landesherrliche Oberhoheit an.

- Der Zweite Rostocker Erbvertrag von 1788, abgeschlossen mit Herzog Friedrich Franz I. beseitigte erneute Unstimmigkeiten zwischen den Parteien, die unter seinem Vorgänger Herzog Friedrich entstanden waren, und schrieb Sonderrechte der Stadt bis 1918 fest.

Von den Erbverträgen zu unterscheiden ist der Landesgrundgesetzliche Erbvergleich (LGGEV) von 1755, den Herzog Christian Ludwig mit den von der Ritterschaft dominierten Landständen, darunter auch der Stadt Rostock schloss. Dieser führte zu einer dauerhaften Mitwirkung der vereinten Landstände an der Regierung des Landes und blockierte fortan eine Verfassungsentwicklung im modernen Sinne.